# Anagnina
Anagnina är en station på Roms tunnelbanas Linea A. Stationen är uppkallad efter Via Anagnina, vilken till viss del motsvarar antikens Via Latina. Stationen togs i bruk den 16 februari 1980.
Stationen Anagnina har:
- Bemannade biljettluckor
- Biljettautomater
- Bar
- Butiker
- WC
- Parkering

## Kollektivtrafik
- Busshållplatser för ATAC och COTRAL
- Snabbtåg till Rom-Ciampino flygplats

## Omgivningar
- Osteria del Curato
- Grande Raccordo Anulare
- Cinecittà